# Centro Internacional de Tecnologías Avanzadas para el Medio Rural

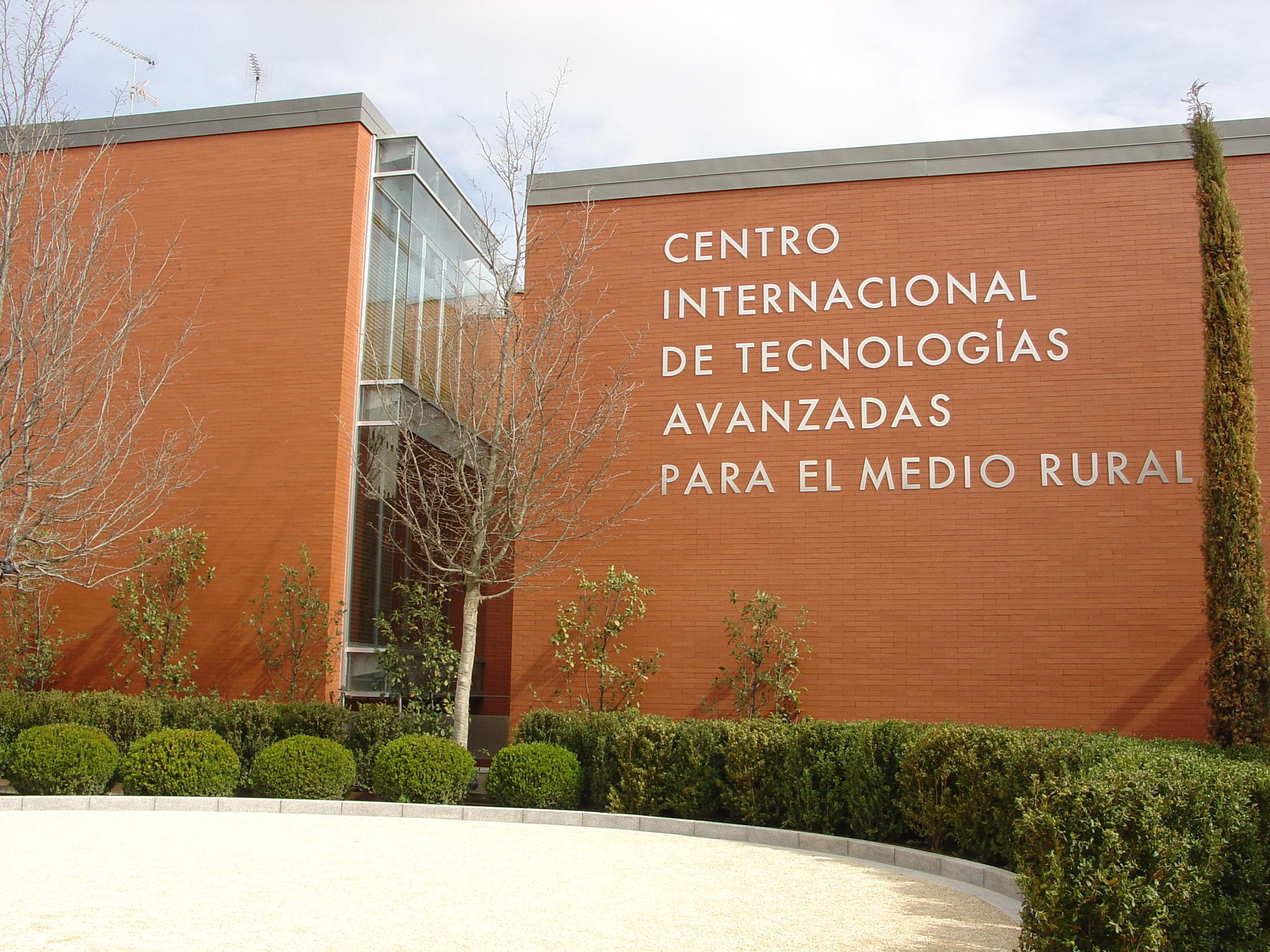
Centro Internacional de Tecnologías Avanzadas

El Centro Internacional de Tecnologías Avanzadas para el Medio Rural (CITA), en Peñaranda de Bracamonte (Salamanca), es una de las sedes de la Fundación Germán Sánchez Ruipérez. Fue inaugurado el 25 de octubre de 2006. Surgió de una iniciativa cofinanciada con fondos del Programa Interreg III A España – Portugal, a través del Proyecto Espacios de Excelencia Transfronterizos.
Se trata de una apuesta de la Fundación Germán Sánchez Ruipérez por la implantación de la Sociedad de la Información y el Conocimiento en el medio rural a través de la cualificación de recursos humanos, el acceso a los flujos de información y la generación de servicios tecnológicos aplicados a la educación, la formación continua, la administración local, la cultura, la igualdad y la democracia.

## Los objetivos del CITA son
- Adaptar la sociedad tradicional a la Sociedad de la Información para luego pasar a la Sociedad del Conocimiento.
- Ser un centro de referencia clave para toda España en el ámbito de la aplicación de las Tecnologías Avanzadas en el medio rural.
- Ejercer como nexo de unión y catalizador entre los avances tecnológicos de la sociedad y el ciudadano y su devenir en el día a día.
- Ejercer como motor universal de mejora en los ámbitos económico, formativo, social y cultural de nuestra comarca.
- Garantizar el acceso libre e igualitario de todos los sectores sociales a las Tecnologías Avanzadas.
- Realizar experiencias de integración de las TIC en la educación.
- Contribuir al Desarrollo Rural por medio de la tecnificación de las actividades cotidianas en un entorno sustentable.